# دیرک لیپتس
دیرک لیپتس (انگلیسی: Dirk Lippits؛ زادهٔ ۳ مهٔ ۱۹۷۷) قایقران روئینگ اهل پادشاهی هلند است.